# A Trip to Mars
A Trip to Mars (Deutsch: Eine Reise zum Mars) ist ein US-amerikanischer Science-Fiction-Kurzfilm von 1910. Die Darsteller sind nicht bekannt. 

## Handlung
Ein Chemiker erfindet in seinem Labor ein Pulver zur Aufhebung der Schwerkraft. Er bestreut sich damit und fliegt zum Fenster hinaus. Er landet auf dem Mars, wo er von riesigen Marsianern unfreundlich empfangen wird. 
Er landet in der Hand eines weiteren Riesen, der ihn mit Schnee bedeckt und mit ihm einen Schneeball baut. Der Marsianer pustet den Schneeball an und der Chemiker landet wieder in seinem Labor. Als er das Pulver auf dem Fußboden verstreut, beginnt sich der Raum zu drehen. 